# Nicolae Costescu
Nicolae Costescu, romunski general, * 1888, † 1963.